# Koprivno (Bośnia i Hercegowina)
Koprivno (cyr. Копривно) – wieś w Bośni i Hercegowinie, w Republice Serbskiej, w gminie Milići. W 2013 roku liczyła 82 mieszkańców.